# Ferrovie di montagna dell'India
Numerose linee ferroviarie sono state costruite nelle regioni montuose dell'India. Insieme sono note come Ferrovie di montagna dell'India. Di queste ferrovie solo quattro sono ancora attive nel 2007: 
- Ferrovia Darjeeling Himalayan
- Ferrovia Nilgiri Mountain
- Ferrovia Kalka-Shimla
- Ferrovia Matheran Hill

Il fatto di considerarle una cosa unica è dovuto ad un progetto del governo che intendeva segnalarle come esempio rappresentativo del sistema ferroviario storico all'UNESCO, per l'iscrizione tra i patrimoni dell'umanità.
La Ferrovia Darjeeling Himalayan venne accettata nel 1999, mentre la Ferrovia Nilgiri Mountain è stata aggiunta nel 2005, e la Kalka-Shimla nel 2008. La motivazione ufficiale parla di "particolare esempio di ingegnosa progettazione di soluzioni per risolvere il problema della costruzione di un collegamento ferroviario su un terreno montagnoso".
Anche la ferrovia di Matheran Hill è attualmente al vaglio dell'UNESCO che deciderà riguardo al suo inserimento nel patrimonio.